# Ichirō Matsui
Ichirō Matsui (松井一郎 Matsui Ichirō, nascut el 31 de gener de 1964) és un polític japonès, que actualment és el 21é alcalde d'Osaka i anteriormen governador de la Prefectura d'Osaka. També és líder del Partit de la Restauració d'Osaka i colíder del Nippon Ishin no Kai juntament amb Toranosuke Katayama.

## Carrera política
Matsui entrà en política en abril del 2003 quan va ser elegit membre de l'Assemblea Prefectural d'Osaka, on va servir tres legislatures consecutives. Fou membre del Partit Liberal Democràtic fins al 2010, exercint diversos càrrecs de responsabilitat en la cúpula del partit en la regió.

### Partit de la Restauració d'Osaka i Partit de la Restauració del Japó
L'abril del 2010 Matsui es va convertir en el primer Secretari General del recentment fundat partit regional Partit de la Restauració d'Osaka. En setembre de 2012 també es va convertir en el Secretari General fundador del nou partit d'àmbit nacional, Partit de la Restauració del Japó.

### Governador d'Osaka
Després que Tōru Hashimoto decidís dimitir com a governador d'Osaka amb la intenció de concórrer a les eleccions a alcalde d'Osaka en un esforç per unificar les dues institucions, com era el seu pla, Matsui va presentar-se per a governador d'Osaka per a reemplaçar-lo. Matsui fou elegit governador en novembre de 2011.
Matsui fou reelegit per una segona legislatura el 2015 obtenint una victòria aclaparadora sobre els seus contrincants.

### Alcalde d'Osaka
L'abril del 2019 va guanyar les eleccions a alcalde d'Osaka en el marc de les Eleccions locals unificades del Japó de 2019 succeint a Hirofumi Yoshimura al capdavant de l'ajuntament, ja que aquest simultàniament substituirïa a Matsui com a governador d'Osaka. L'1 de novembre de 2020, en eixir derrotada la seua proposta (i la de son partit) al referèndum sobre el projecte de metròpolis d'Osaka de 2020 va anunciar que en acabar el seu mandat com a alcalde, previsiblement el 2023, abandonaria la política. Aquesta decisió ja l'havia anunciada abans que es fera el referèndum i sempre supeditada a la derrota de la seua proposta política.